# Litsea laurifolia
Litsea laurifolia är en lagerväxtart som först beskrevs av William Roxburgh och Christian Gottfried Daniel Nees von Esenbeck, och fick sitt nu gällande namn av Nathaniel Wallich och Joseph Dalton Hooker. Litsea laurifolia ingår i släktet Litsea och familjen lagerväxter. Inga underarter finns listade i Catalogue of Life.